# Asparagus tamariscinus
Asparagus tamariscinus är en sparrisväxtart som beskrevs av N.A. Ivanova och Valery Ivanovich Grubov. Asparagus tamariscinus ingår i släktet sparrisar, och familjen sparrisväxter. Inga underarter finns listade i Catalogue of Life.